# Geloof
Geloof of geloven is de aanname of overtuiging dat iets het geval is, of 'het iets voor waar houden'. Actieve reflectie is geen voorwaarde voor geloven; geloven kan ook gewone of vanzelfsprekende zaken betreffen. In de epistemologie gebruiken filosofen de term 'geloof' om te verwijzen naar houdingen ten opzichte van de wereld, die waar of onwaar kunnen zijn.

## Historische opvattingen over geloof

Volgens Plato situeert kennis zich op het snijvlak van waarheid en geloof.

Het oude Griekse denken stelde drie onderling samenhangende concepten vast met betrekking tot het concept 'geloof': 
- πίστις pistis, "vertrouwen"
- δόξα doxa, "mening" of "leer"
- δόγμα dogma, de posities (opvattingen) van een filosoof of van een filosofische school, bijvoorbeeld het stoïcisme.

Het Latijnse credere, uit Proto-Indo-Europees *kerd-dhe "geloven", letterlijk "hart plaatsen", is direct verwant aan de oude Indogermaanse wortel sraddha- ("geloven").

## Religie
In de context van religie is geloof het vertrouwen in, of de overtuiging van de juistheid van, een specifiek systeem van religieuze opvattingen, waarvoor geen bewijs is.
In het dagelijks spraakgebruik wordt geloof als synoniem gebruikt van religie of godsdienst: "Welk geloof heeft u?" betekent in de regel "Tot welke religie / godsdienst behoort u?"